# 人工少女系列
《人工少女系列》是由ILLUSION發表的3D戀愛模擬類型成人遊戲。以即時畫面呈現的3D成人遊戲製作為主的ILLUSION公司的代表系列作之一。2004年以體驗版方式登場的系列第一作《人工少女》，而後同年秋天推出《人工少女2》、2007年又再度推出系列續作《人工少女3》。

## 人工少女
本系列第一作。但只能算是體驗版，於2004年發佈下載體驗，直到第二作發售時結束發佈。與2代不同只有單純的互動換衣服等，且無任何性行為畫面。

## 人工少女2
系列第二作在2004年11月26日發售，2008年3月27日發售DVDPG版，人工少女的正式版。

## 人工少女3
系列第三作在2007年11月30日發售，2008年5月30日發售追加版。
《人工少女3》的自由度非常高。玩家可以通过编辑器设计自己心目中的少女。包括少女的眼睛、发型、鼻子、嘴唇、胸部、肤色等都可以具体地设置，并有30种性格喜好可供选择，这样每个创造出来的“人工少女”都是独一无二的。除了可以设计人物之外，还可以选择各式各样的服装和饰品来装扮少女，同时配有三原色调色板供玩家调配出自己喜欢的颜色。本作的模型处理做得更为出色，动作举止显得比较自然，有着喜怒哀乐等丰富的表情变化；游戏性上，玩家与少女的互动性更强，养成元素有很大提升。同时，玩家也可以制作并加载MOD以及添加补丁，网络上传播的MOD以人物、服装、新地图为主，补丁则以十八禁补丁和人物细节补丁为主。
在创造好自己的人工少女後，就可以在游戏中和她生活在一个美丽的小镇上。

## 外部連結
- ILLUSION（页面存档备份，存于）（日語）